# Mazaruni
De Mazaruni is een ongeveer 560 km lange rivier in Guyana. Het is een zijrivier van de Essequibo. Ze ontspringt in het plateau van Roraima in het Pacaraimagebergte in het hoogland van Guyana en stroomt door het dichte regenwoud langs verschillende watervallen en gevaarlijke stroomversnellingen tot de samenvloeiing met de Cuyuni en de Essequibo nabij Bartica. Slechts enkele stukjes van de rivier zijn bevaarbaar. De Mazaruni heeft meerdere grote zijrivier waaronder de Cuyuni en de Kamarang
De watervallen vormen een onoverkomelijke barrière voor vissen en de moeilijk toegankelijke bovenloop van de rivier vormt hierdoor een uniek ecosysteem waar vele vissoorten leven die nergens anders voorkomen, zoals de cichliden uit het geslacht Mazarunia, de harnasmeerval Paulasquama callis, de slankzalm Derhamia hoffmannorum of de mesaalachtige Akawaio penak.